# Mwinyi Kazimoto
Mwinyi Kazimoto (ur. 25 grudnia 1988 w Mwanzie) – tanzański piłkarz występujący na pozycji środkowego pomocnika. Zawodnik klubu Simba SC.

## Kariera klubowa
Kazimoto karierę rozpoczynał w 2007 roku w drużynie JKT Ruvu Stars. Grał tam przez 4 lata. W 2011 roku odszedł do zespołu Simba SC. W 2012 roku zdobył z nim mistrzostwo Tanzanii. W sezonie 2013/2014 grał w kataskim Al-Markhiya SC. W 2014 roku wrócił do JKT Ruvu Stars, a w latach 2015-2018 ponownie grał w Simba SC. W sezonie 2016/2017 zdobył z nim Puchar Tanzanii, a w sezonie 2017/2018 wywalczył mistrzostwo tego kraju. W 2018 roku znów wrócił do JKT Ruvu Stars.

## Kariera reprezentacyjna
W reprezentacji Tanzanii Kazimoto zadebiutował 11 lutego 2009 roku w zremisowanym 0:0 towarzyskim meczu z Zimbabwe. Do 2016 roku rozegrał w niej 44 mecze i strzelił 5 goli.